# Stormolla
Store Molla
Stormolla ou Store Molla (littéralement en norvégien, la « Grande Molla ») est une île de Norvège située dans les îles Lofoten.

## Géographie

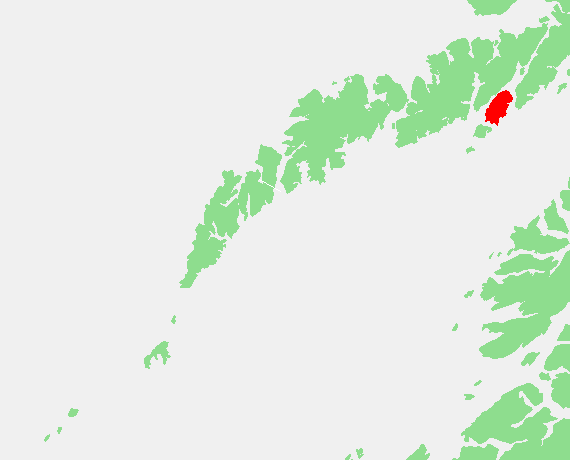
Localisation de Stormolla} (en rouge) dans les îles Lofoten.

Stormolla est située à l'est de l'archipel des Lofoten, légèrement au sud d'Austvågøya (dont elle est séparée par l'Øyhellsund) et à l'ouest de la pointe sud-ouest d'Hinnøya. Au sud-ouest, Litlmolla est séparée de Stormolla par le Molldøra.
Stormolla mesure 34,4 km2, pour environ 10 km de long sur 5 km de large. Elle culmine à 751 m d'altitude au sommet de l'Heggedalstind.
Administrativement, Stormolla fait partie de la commune de Vågan. Les principales localités de l'île sont Brettesnes, tout au sud, et Ulvåg, au nord-est.

## Transport
Depuis 2001, une route permet de relier Ulvåg à Brettesnes en faisant le tour de l'île par la côte nord-est, ouest et sud ; la côte Est n'est pas parcourue par une voie de circulation continue.
L'île est reliée à Hinnøya par un ferry qui parcourt les deux kilomètres séparant la baie de Finn, au nord de l'île, de Digermulen sur Hinnøya. Avant la complétion de la route reliant les localités de l'île, le ferry reliant Svolvær et Våtvika faisait escale à Brettesnes, au sud de l'île, mais cette voie a été abandonnée au profit de la route nord, plus rapide.

## Quelques vues de Stormolla

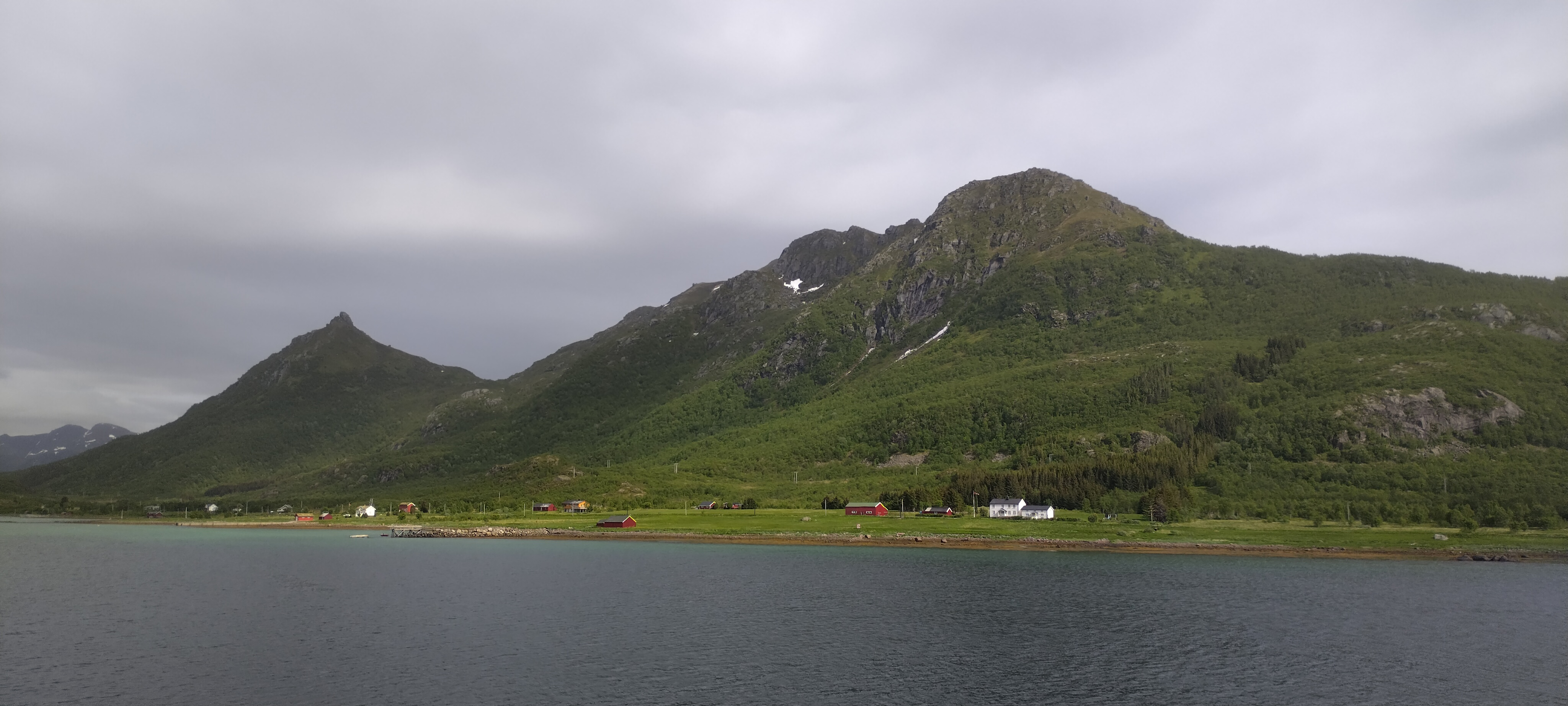
Côte Ouest de Stormolla depuis Øyhellsundet, avec les villages de Langnes et Øyhell, au pied des montagnes Durmålstinden et Steindalstinden (481 m) et à gauche le pic Hamntinden (460 m).
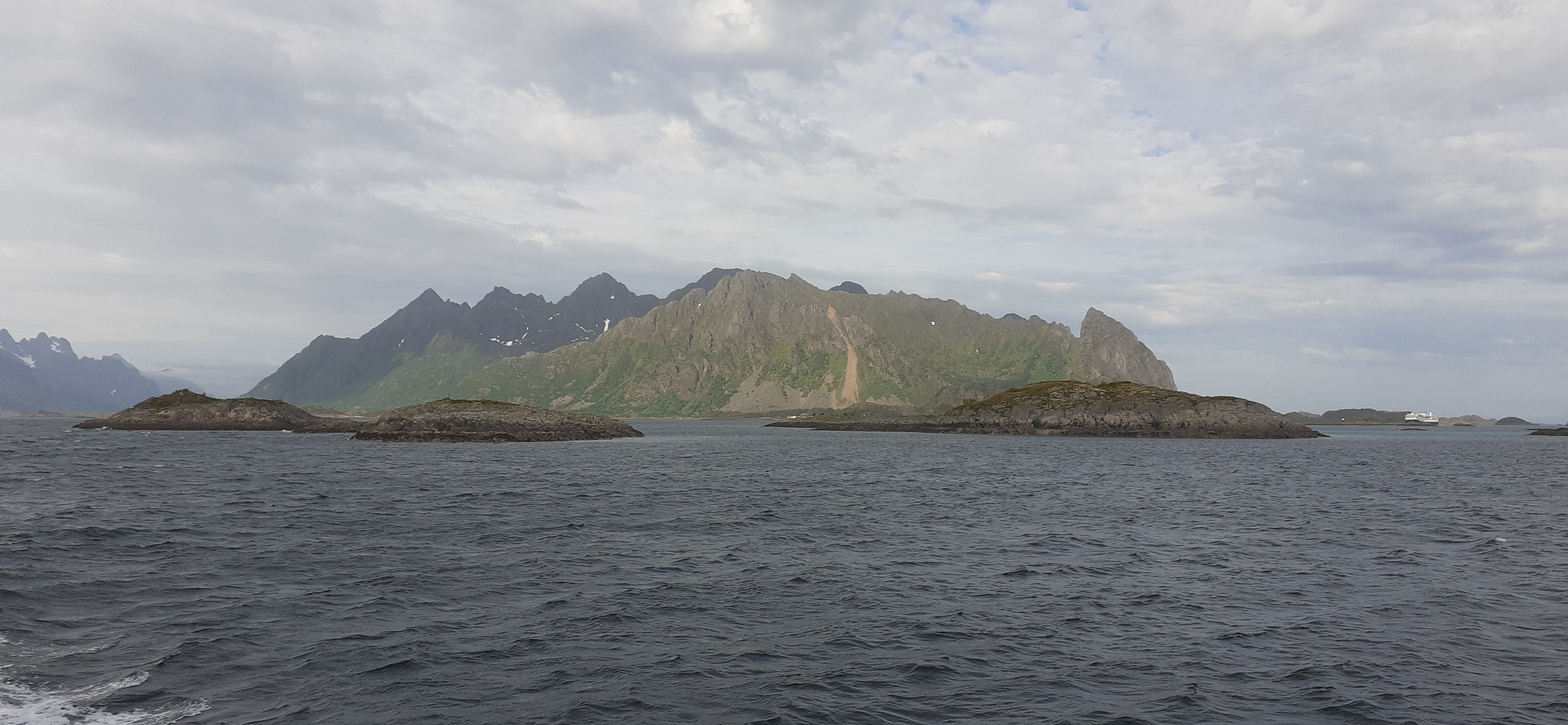
Pointe sud de Stormolla, le sommet à droite est le Sveien (426 m)